# Luverne Automobile Company

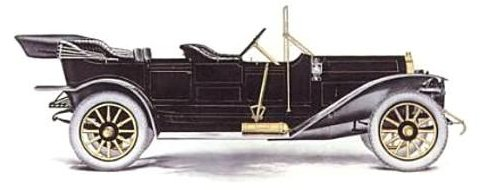
Luverne Montana Special Modell 1911

Luverne Automobile Company, vorher Leicher Brothers, war ein US-amerikanischer Automobilhersteller.

## Unternehmensgeschichte
Leicher Brothers aus Luverne in Minnesota stellte von 1904 bis 1906 Automobile her. Der Markenname lautete Luverne.
Luverne Automobile Co. aus der gleichen Stadt setzte die Produktion bis 1917 fort. Gründer waren Al und Ed Leicher. 
Die Luverne Motor Truck Company aus derselben Stadt stellte von 1912 bis 1923 Feuerwehrfahrzeuge und Equipment her.